# Ewa (mormonizm)
Ewa (deseret 𐐀𐐚) – pierwsza kobieta, odgrywa istotną rolę w teologii Kościoła Jezusa Chrystusa Świętych w Dniach Ostatnich.

## Ewa w mormońskiej teologii
Opisywana przez mormońską teologię Ewa osadzona jest w relacjach znajdujących się we wszystkich księgach należących do kanonu tej wspólnoty religijnej, zatem w Biblii, Księdze Mormona, Naukach i Przymierzach oraz Perle Wielkiej Wartości. Święci w dniach ostatnich uznają ją za matkę i protoplastkę całej ludzkości, jedną z najistotniejszych, najbardziej prawych i bohaterskich postaci rodziny ludzkiej. Możliwość życia na ziemi jest, w mormońskiej perspektywie, wynikiem wyboru dokonanego przez Ewę oraz jej decyzji o staniu się śmiertelniczką.
Ewa, Adam czy Abraham znajdowali się pośród wielkich i szlachetnych inteligencji zaangażowanych w proces tworzenia ziemi. Ewa została wyznaczona w wieczności przez Boga oraz nazwana przezeń matką wszystkich żyjących. Miano to powtórzył później Adam, nadając jej imię Ewa, zgodnie z zapisem przechowanym w wersecie dwudziestym szóstym czwartego rozdziału Księgi Mojżesza.
Została stworzona tak duchowo jak i fizyczne w ten sam sposób co Adam. Bóg stworzył ją na obraz Swego własnego ciała. Identyczność sposobu stworzenia Ewy została dodatkowo podkreślona przez fragment mówiący, że Bóg po ukończeniu stworzenia nazwał ich Adamem. Wspomniane fragmenty znajdują się w wersecie dziewiątym szóstego rozdziału wspominanej już powyżej Księgi Mojżesza.
Przebywając w ogrodzie Eden Adam i Ewa nie byli w stanie wypełnić podstawowego Bożego przykazania. Zgodnie bowiem z mormońską teologią w warunkach rajskich nie mogli płodzić dzieci, a co za tym idzie, nie mogli również założyć rodziny. Otrzymali zakaz spożywania owoców z drzewa poznania dobrego i złego, z wyraźnym wszakże zastrzeżeniem, że zakaz ten nie ogranicza w niczym ich wolnej woli. Stanie się śmiertelnikiem zostało jasno wymienione jako konsekwencja złamania tego zakazu.
Szatan kusił Adama i Ewę w sposób podobny, w jaki następnie próbował ograniczyć wykorzystanie inherentnego boskiego potencjału oraz wypełnienie niebiańskiej misji przez innych ludzi. Zgodnie z doktryną Kościoła Ewa stanęła przed wyborem między samolubną łatwością rajskiego życia a niesamolubnym stawieniem czoła trudnościom uciskowi i śmierci ziemskiej egzystencji. Zgodnie ze swym powołaniem oraz swym wcześniejszym ustanowieniem doszła do przekonania, że nie ma dla niej innej drogi jak świadomie wybrać śmiertelność. W ten sposób przyczyniła się do zrealizowania zamiarów Bożych oraz umożliwiła człowiekowi rozmnażanie się.
Kościół Jezusa Chrystusa Świętych w Dniach Ostatnich wyraźnie podkreśla, że spożywając owoc z drzewa poznania dobrego i złego Adam i Ewa zadowolili Boga i przyczynili się do realizacji przygotowanego przez Niego planu. Opinie zgodne z tym kluczowym elementem doktryny wyrażali liczni mormońscy przywódcy. Brigham Young, drugi prezydent Kościoła, podkreślał, że nigdy nie powinniśmy obwiniać Matki Ewy. John A. Widtsoe, członek Kworum Dwunastu Apostołów, stwierdził z kolei, że Adam i Ewa wybrali mądrze, zgodnie z niebiańskim prawem miłości do innych. Już po wykroczeniu oraz upadku Ewa przypomniała o planie zbawienia, ciesząc się z uzyskanej właśnie możliwości posiadania potomstwa, poznania dobra i zła oraz radości odkupienia i życia wiecznego, zgodnie z zapisem w jedenastym wersecie piątego rozdziału Księgi Mojżesza. Po opuszczeniu Edenu wraz z małżonkiem udała się do Adam-ondi-Ahman.
Zgodnie z mormońską doktryną niebiescy rodzice przygotowali Adama i Ewę do ról, które ci mieli wypełniać w życiu śmiertelnym. Po upadku Bóg dał im prawo ofiary, w ten sposób umożliwiając im uzyskanie wybaczenia za popełnione grzechy. Wprowadził wrogość między potomstwem Ewy a szatanem i tymi za szatanem podążającymi. Dał Ewie moc macierzyństwa, ujawniając trudy wiążące się z ciążą i porodem.
Adam i Ewa, mąż i żona, wciąż podczas pobytu w Edenie, zostali zapieczętowani przez Boga w małżeństwie na wieczność. Biblijne stwierdzenie o tym, że Adam będzie panował nad Ewą, przechowane w szesnastym wersecie trzeciego rozdziału Księgi Rodzaju, zostało zinterpretowane przez Spencera W. Kimballa raczej jako wezwanie do przewodniczenia żonie. Tak rozumiane przewodnictwo powinno być zawsze dokonywane w prawości.
Odzienie dla Adama i Ewy miał uczynić sam Bóg ze skór. Ewa urodziła Adamowi zarówno synów jak i córki. Dzieliła z nim trudy pracy. Wspólnie z mężem modliła się do Boga, słysząc również Jego głos. Wspólnie z małżonkiem wyjawiła wszystkie sprawy swoim synom i córkom, zgodnie z przekazem dwunastego wersetu piątego rozdziału Księgi Mojżesza. Nauczyła też swoje dzieci, znowu wspólnie z małżonkiem, czytania i pisania oraz prowadzenia księgi pamięci.
Mormońska teologia postrzega Ewę jako współuczestniczkę w całej posłudze Adama. Dodaje też, że wspólnie z Adamem odziedziczy wszystkie błogosławieństwa przynależne do jego wywyższenia. Prezydent Joseph F. Smith miał ujrzeć ją w wizji z 1918, zapisanej obecnie w ostatnim, sto trzydziestym ósmym rozdziale Nauk i Przymierzy. W owej wizji Ewa opisywana jest jako nasza pełna chwały Matka Ewa.

## Ewa w mormońskim kulcie świątynnym
Ewa jest nierozerwalnie związana z kultem świątynnym. Obdarowanie, jeden z mormońskich obrzędów świątynnych, obejmuje przedstawienie początków tak Ewy jak i Adama, ich znalezienia się w ogrodzie Eden, następnie zaś opuszczenia go. Obrzęd ten ukazuje również jak Ewa z małżonkiem miała żyć już w świecie oraz to jak otrzymała wiodący do powrotu do obecności Bożej plan zbawienia.

## Ewa w mormońskiej sztuce
Ma swoje miejsce w mormońskiej sztuce. Znalazła się wśród postaci ujętych na płaskorzeźbach zdobiących świątynię mormońską w hawajskim Lāʻie. Płaskorzeźby te, dzieło J. Leo Fairbanksa, Avarda Fairbanksa oraz Torliefa Knaphusa, przedstawiają kolejno dyspensacje ewangelii wyróżniane w mormońskiej teologii. Ewa stanowi tutaj część dyspensacji Starego Testamentu, w której też to została uwieczniona w pobliżu ołtarza ofiarnego.
Przedstawiający Ewę obraz Eve and the Fruit of the Tree of Knowledge z 2015 pędzla J. Kirka Richardsa spotkał się z dużym zainteresowaniem, w tym z żarliwą krytyką komentatorów, zarówno tych lewicowych jak i tych sytuujących się na prawicy politycznego spektrum. Dzieło to portretuje Ewę nagą oraz czarnoskórą. Spotkało się z zarzutem zawłaszczania historii i tradycji Afrykańczyków przez białego artystę. Było jednocześnie wskazywane jako przykład skutecznego zapełnienia istotnej luki w zdominowanym przez białych mormońskim pejzażu kulturalnym. Z kolei wieloczęściowa instalacja In the High Noon of the Heavenly Garden z 2018 pędzla Samuela Evensena chronologicznie portretująca starotestamentalny zapis przedstawia Ewę w serii niewielkich aktów. Eden ma tu wyraźnie rolniczy charakter, natomiast Ewa dopiero dorasta, w coraz to bardziej złożonym, skomplikowanym i podzielonym otoczeniu rajskiego ogrodu. Praca Evensena była omawiana podczas kursu poświęconemu sztukom wizualnym w Kościele Jezusa Chrystusa Świętych w Dniach Ostatnich zorganizowanego przez The Center for Latter-day Saint Arts.